# ゆき☆ウキウキ!
『ゆき☆ウキウキ！』は2009年4月から2017年3月までRKB毎日放送（RKBラジオ）で放送されていた週末早朝の情報番組である。

## 番組概要
楽しい休日の始まりを盛り上げるのにふさわしい話題や音楽などを紹介する番組。

## 放送時間
- 土曜日 5:00-5:45(JST。2017年1月～)

### 過去の放送時間
宗教番組等との兼ね合いで改編期のたびに放送終了時刻が変更されている。
- 土曜日 5:00-6:20(JST。?～2013年6月)
- 土曜日 5:00-6:00(JST。2013年7月～2014年9月)
- 土曜日 5:30-6:00(JST。2014年10月～2015年3月)
- 土曜日 5:00-6:00(JST。2015年4月～2015年9月)
- 土曜日 5:00-5:45(JST。2015年10月～2016年9月)
- 土曜日 5:00-5:50(JST。2016年10月～2016年12月)

## パーソナリティ
- 久米ゆき

## コーナー
- 青春歌謡deウキウキ☆同窓会 - 昭和30年代から昭和50年代にかけてのヒット曲を聴きながら思い出を共有するコーナー。
- ウキウキ☆シネドラミュージアム - リスナーから募集した映画やテレビドラマの思い出をその主題歌とともに紹介するコーナー。
- ウキウキ☆ショッピング - ラジオショッピングのコーナー。